# Grotte de Psychro
Pour les articles homonymes, voir Grotte de Zeus.

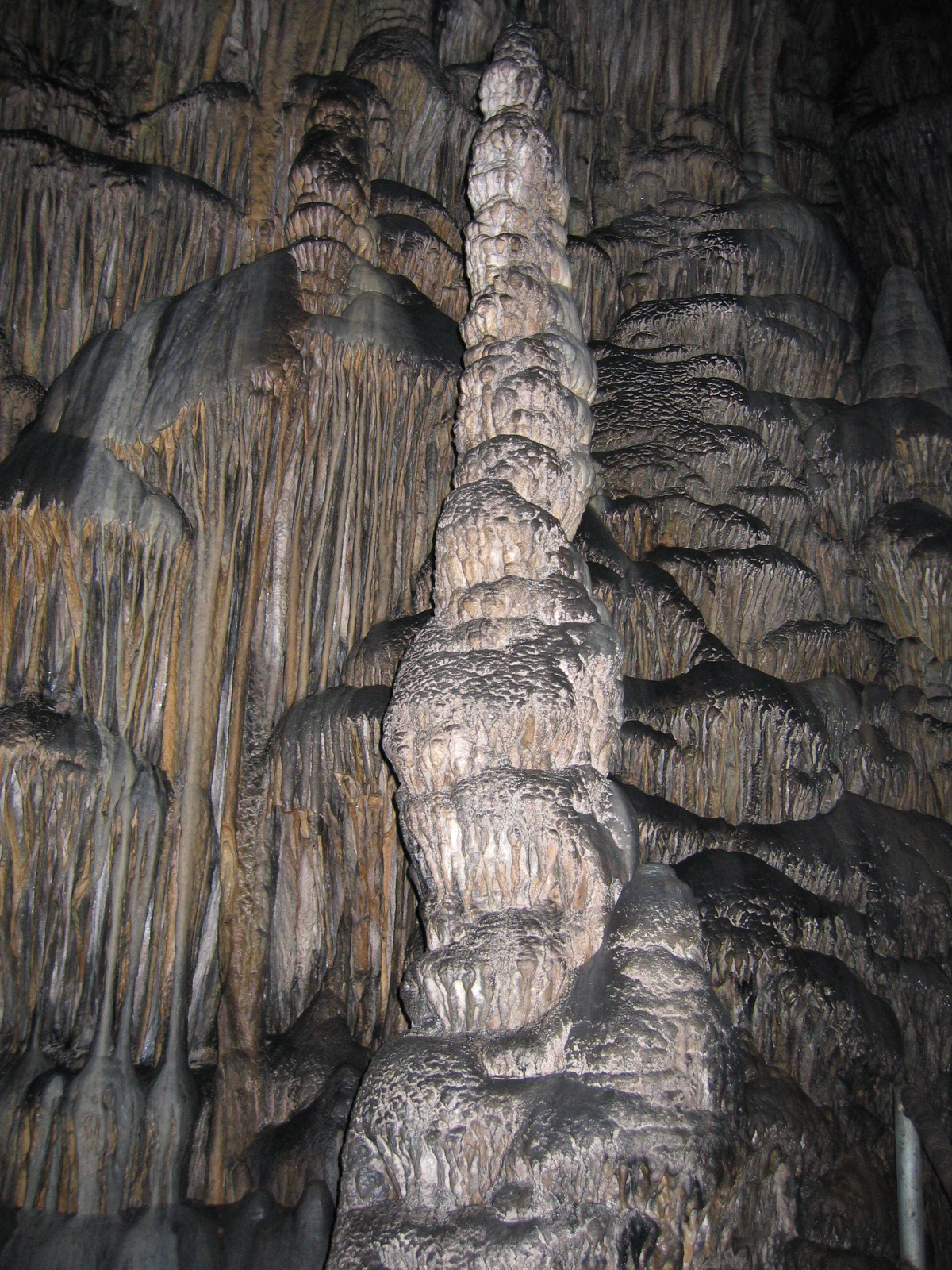
Stalagmite dans la grotte de Psychro

La grotte de Psychro, ou grotte du Dikté (ou antre du Dikté), est une grotte de Crète, en Grèce. Située dans le nome de Lasithi, à 1 025 mètres d'altitude, elle est considérée comme le lieu de naissance de Zeus. Selon Hésiode, Rhéa mit au monde Zeus dans une caverne du mont Égée, près de Lyttos. Lors de fouilles à la fin du XIXe siècle, le site fut identifié comme celui décrit par Hésiode.

## Mythologie
La grotte du Dikté est connue dans la mythologie grecque comme le lieu où Amalthée nourrit Zeus, caché dans cette grotte par sa mère Rhéa pour le protéger contre son père Chronos.

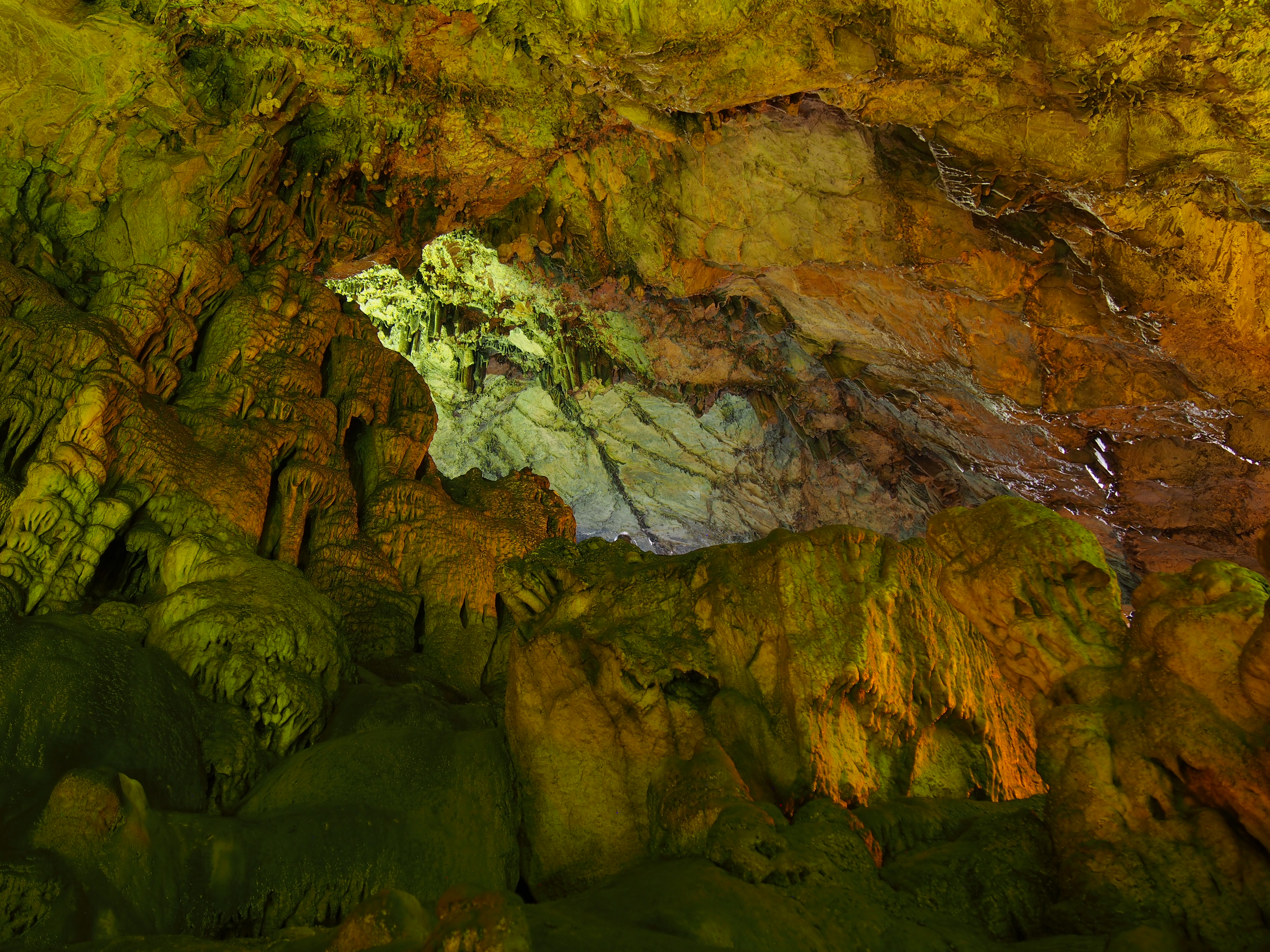
Vue en contre-plongée dans la grotte de Psychro

## Archéologie
La grotte fut découverte en 1886 par des paysans, et fouillée la même année par Joseph Hadzidakis et Halbherr. En 1894, Arthur Evans se procure auprès des paysans locaux de nombreux objets votifs, des figurines humaines et animales et des armes en bronze provenant peut-être de la grotte. En 1895, il se rend à la grotte où il découvre d'autres objets similaires et une tablette votive en bronze portant des inscriptions. En avril 1896, un paysan découvre un fragment de table à libations en stéatite dont Pierre Demargne trouva un second fragment en 1897. La grotte fut finalement fouillée à l'été 1900 par la British School. 
La grotte est composée de deux parties, la première menant en pente vers la seconde, plus profonde. La grotte commença sans doute à être fréquentée au Minoen moyen. Les poteries retrouvées dans la partie haute confirment cette hypothèse, et l'absence de poterie de Kamáres dans la partie basse laisse penser que cette dernière ne fut accessible que bien plus tard. La grotte de Psychro connut son apogée au minoen récent et cessa d'être fréquentée à la « période géométrique ».

## Sources
- (en) Martin P. Nilsson, The Minoan-Mycenian religion and its survival in Greek religion, Biblo and Tannen, 1971